# William Henry O'Connell
William Henry O'Connell, ameriški rimskokatoliški duhovnik, škof in kardinal, * 8. december 1859, Lowell, Massachusetts, † 22. april 1944.

## Življenjepis
8. junija 1884 je prejel duhovniško posvečenje.
22. aprila 1901 je bil imenovan za škofa Portlanda in 19. maja istega leta je prejel škofovsko posvečenje.
21. februarja 1906 je postal nadškof pomočnik Bostona in bil istočasno imenovan za naslovnega nadškofa Konstantine; nadškofovski položaj je nasledil 30. avgusta 1907.
27. novembra 1911 je bil povzdignjen v kardinala in imenovan za kardinal-duhovnika S. Clemente.